# Joachim Hellwig
Joachim Hellwig (* 31. März 1932 in Birnbaum, Posen, Polen; † 14. Juli 2014) war ein deutscher Dokumentarfilmregisseur, Dramaturg und Autor, der von 1954 bis 1991 im DEFA-Studio für Dokumentarfilme in Potsdam-Babelsberg tätig war. 1970 gründete er die Künstlerische Arbeitsgruppe (KAG) futurum (defa futurum). Nach 1991 war er freischaffend tätig, unter anderem als künstlerischer Berater.

## Jugend und Ausbildung
Schon als Schüler arbeitete Hellwig als Filmvorführer. Nach dem Ende der Schulzeit war er bei der Phönix-Film in Berlin und bei der DEFA-Synchronabteilung als Aufnahmeleiter tätig. 1951 begann er bei der DEFA als Aufnahmeleiter und Regiehilfe, von 1952 bis 1954 absolvierte er unter anderem bei Andrew Thorndike eine Regieassistenz.

## Tätigkeit als Regisseur
1954 schloss Hellwig seine Ausbildung als Regisseur ab. Nebenher betrieb er ein Fernstudium der Literaturwissenschaft. Er realisierte in der Folgezeit unter anderem folgende Filme:
- 1956: Um den Menschen, Dokumentation über den Aufbau der Gesundheitsvorsorge auf dem Land.
- 1957: Synthese, eine formal ungewöhnliche Studie über das Ostberliner Rundfunkhaus an der Nalepastraße.
- 1959: Der Fall Heusinger, eine Propaganda-Arbeit über den damaligen Generalinspekteur der Bundeswehr, General Adolf Heusinger, und sein Verhältnis zum 20. Juli 1944.
- 1959: Ein Tagebuch für Anne Frank, eine Dokumentation ausgehend vom Schicksal der Anne Frank über den nationalsozialistischen Massenmord und die Zusammenarbeit zwischen SS und deutscher Industrie.[2]
- 1961: So macht man Kanzler;  nach Jordan/Schenk ein propagandistischer „Langmetrage-Kompilationsfilm“ über Konrad Adenauer und Franz Josef Strauß.
- 1963: Kampf um Deutschland; ein Propagandafilm über die Rolle der KPD und SED in der deutschen Geschichte von den frühen 1930er Jahren bis in die Gegenwart der Produktionszeit.
- 1972: Liebe 2002
- 1974: Die Welt der Gespenster
- 1976: Werkstatt Zukunft II
- 1977: Brüder im All
- 1979: Kennst du das Land… Eine politische Revue, ein Film zum 30. Geburtstag der DDR
- 1981: Im Land der Adler und der Kreuze
- 1987: Es begann in Berlin
- 1990: Väter der tausend Sonnen

## defa futurum
Am 1. Juli 1971 gründete Hellwig nach einer längeren Vorbereitungszeit die Künstlerische Arbeitsgruppe (KAG) futurum (defa futurum). Die Entstehung dieser Gruppe und ihre Aufgaben werden ausführlich in seiner 1975 zusammen mit Claus Ritter (1929–1995) an der Karl Marx-Universität Leipzig abgeschlossenen Dissertation Erkenntnisse und Probleme, Methoden und Ergebnisse bei der künstlerischen Gestaltung sozialistischer Zukunftsvorstellungen im Film unter besonderer Berücksichtigung der Erfahrungen der AG defa-futurum dargestellt. Ziel von defa futurum war eine filmische sozialistische Antwort auf die  so genannte bürgerliche Futurologie, deren Einfluss, unter anderem durch das westdeutsche Fernsehen, Hellwig in der DDR fürchtete.
Wichtigste Merkmale der Gruppe waren das Arbeitsprinzip Werkstatt Zukunft und der so genannte Nicht-Spielfilm; ein Begriff, den Hellwig von dem sowjetischen Filmregisseur Dsiga Wertow übernahm.
Nach der Auflösung der KAG 1981 verzichtete Hellwig auf eine weitere Auseinandersetzung mit der zukünftigen Entwicklung in der DDR und produzierte Dokumentationen zur deutschen Geschichte wie Im Land der Adler und der Kreuze – Bilder aus der deutschen Geschichte (1980) und Kaiser, Könige und Soldaten (1981) oder Tierfilme wie Tier- und Jagdgeschichten (5 Teile, 1982–1988). Nach 1991 war Hellwig als künstlerischer Berater bei mehreren Dokumentationen zur deutschen Geschichte tätig.

## Preise und Auszeichnungen
- 1959, Leipzig, Hauptpreis für „Ein Tagebuch für Anne Frank“.
- 1963 Vaterländischer Verdienstorden in Silber für „Kampf um Deutschland“.
- 1970 Kunstpreis der DDR (im Kollektiv) für „Hier bin ich Mensch“.
- 1974 Kunstpreis der DDR (im Kollektiv) für „Wer die Erde liebt“.
- 1979 Nationalpreis der DDR II. Klasse (im Kollektiv) für das Gesamtwerk.

## Publikationen
- mit Claus Ritter: Erkenntnisse und Probleme, Methoden und Ergebnisse bei der künstlerischen Gestaltung sozialistischer Zukunftsvorstellungen im Film unter besonderer Berücksichtigung der Erfahrungen der AG defa-futurum, Leipzig OCLC 313111124 (Gemeinsame Dissertation Universität Leipzig, Philosophische Fakultät, 1975. 373 Seiten).
- mit Claus Ritter: Reise ins 3. Jahrtausend: Szenarium zu einem Nichtspielfilm. Defa, Künstlerische Arbeitsgruppe Profil, Berlin 1969 DNB 577199889.
- Mit Armin Müller unter anderem: Kampf um Deutschland, Berlin (Ost) 1968.
- Mit Claus Ritter: Papas Kino. Auch eine „Sitten“-Geschichte vom Film, Berlin (Ost) 1964.
- Mit Claus Ritter: Mach Dir ein paar schöne Stunden … (geh ins Kino), Berlin (Ost) 1963.
- Mit Wolfgang Weiss: So macht man Kanzler, Berlin (Ost) 1962.
- Mit Hans Oley: Bilderbuch vom starken Mann, Berlin (Ost) 1962.
- Der Fall Heusinger, Berlin (Ost) 1959.